# Harvey Fierstein
Harvey Forbes Fierstein (Brooklyn (New York), 6 juni 1954) is een Joods-Amerikaans acteur, stemacteur, schrijver, zanger, stand-upcomedian en dragqueen.

## Biografie
Hij is vooral bekend van zijn semi-autobiografische verfilmde toneelstuk Torch Song Trilogy, dat hij schreef (zowel het toneelstuk als het filmscript) en waarin hij de hoofdrol speelde. Voor het toneelstuk won hij in 1983 Tony Awards voor Beste Optreden als Hoofdrolspeler in een Toneelstuk en voor Beste Toneelstuk.
Hij had een rol Mrs. Doubtfire (1993) als de maskermaker-broer van het hoofdpersonage (gespeeld door Robin Williams), had een opmerkelijke cameo verschijning in Independence Day (1996) en deed de stem van Karl, Homers assistent, in een episode van The Simpsons.
Hij is bekend om zijn rauwe stem. Hij schreef het boek voor Jerry Hermans musical La Cage Aux Folles, waarvoor hij in 1984 de Tony won voor Beste Boek (Musical).
In 2003 won hij de Tony voor Beste Optreden als Hoofdrolspeler in een Musical voor de musical Hairspray (gebaseerd op de film door John Waters), waarmee hij de enige persoon in de geschiedenis werd die in vier verschillende categorieën een Tony won.
Hij verscheen in de rol van Tevye de melkboer in de Broadway-revival van Fiddler on the Roof van februari 2005 tot het einde van de show in januari 2006. Voor de Netflix-serie The Dark Crystal: Age of Resistance sprak Fierstein de stem in van The Gourmand (skekAyuk).
In 2016 kreeg Fierstein een ster op de Hollywood Walk of Fame.
Fierstein is een inwoner van het kleine stadje Ridgefield in Connecticut.